# Пористость

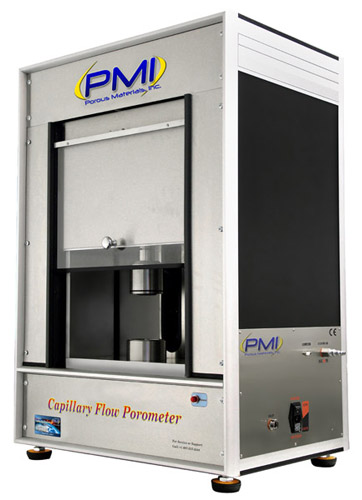
Оборудование для определения пористости и распределения пор

По́ристость (устар. скважность) — доля объёма пор в общем объёме пористого тела.
Является безразмерной величиной от 0 до 1 (или от 0 до 100 %). 0 соответствует материалу без пор; 100%-я пористость недостижима, но возможны приближения к ней (пена, аэрогель и т. п.). Дополнительно может указываться характер пористости в зависимости от величины пор: мелкопористость, крупнопористость и т. п. Характер пористости является словесной характеристикой материала и его определение зависит от отрасли.
Внутри пор может быть вакуум. Также поры могут быть заполнены газом или жидкостью с плотностью, значительно меньшей, чем истинная плотность материала образца. В этом случае величина пористости не зависит от истинной плотности материала, а зависит только от геометрии пор.

## Определение пористости
Пористость {\displaystyle \Pi } определяется по формуле:
{\displaystyle \Pi =\left(1-\rho _{v}/\rho _{t}\right)\cdot 100\%},  где:
- {\displaystyle \rho _{t}} — истинная плотность материала образца, кг/м³
- {\displaystyle \rho _{v}=m/V},  где:
  - {\displaystyle m} — масса образца с порами, кг
  - {\displaystyle V} — объём образца с порами, м³

Объём образца определяют путём гидростатического взвешивания в случае больших образцов с замкнутыми порами и обмером в случае образцов правильной формы.

### Методы для измерения характеристик пористой структуры вещества
Следующие методы могут быть использованы для оценки пористости в биотехнических областях.
Жидкостная экструзионная порозиметрия
Измеряет объем пор, диаметр, распределение по размерам при изменении температур, внешней нагрузке, и изменении химической среды, включая изменение влажности атмосферы. Позволяет измерять как гидрофобные, так и гидрофильные поры.
Порометрия капиллярных потоков
Измеряет широкий диапазон размеров пор, распределение пор по размерам, газовую проницаемость при различных температурах, нагрузке, различных химических средах, включая влажную атмосферу.
Пермеаметрия
Измеряет газовую, паровую, жидкостную скорости проникновения различных химических соединений при широком диапазоне температур, давлений, концентраций.
Анализ водопаропроницаемости
Измеряет скорость водопаропроницаемости как функцию градиента влажности, температуры и давления.
Vacuapore
Водный интрузионный порозиметр анализирует сквозные, глухие, гидрофобные поры. Измеряет объём пор, диаметр, распределение. Характеристики гидрофобных и гидрофильных пор могут быть определены в комбинации с ртутной порозиметрией.
Ртутная порозиметрия
Измеряет объем сквозных и глухих пор, диаметр, распределение.
BET-сорбтометрия
Измеряет площадь поверхности, объём очень маленьких и глухих пор, распределение, хемосорбцию множества различных химических сред при различных температур и давлений.
Пикнометрия
Измеряет абсолютную и удельную плотность материалов.

## Возникновение и получение
Возникновение пористости связано с образованием газовых пузырьков в жидком материале и фиксацией их при его кристаллизации. Например, в сварной ванне, в зависимости от конкретных условий причинами образования пористости могут являться такие газы, как водород, азот и угарный газ. Возникновение и развитие пор определяется совместным действием всех газов, присутствующих в материале. Однако чаще всего явление оказывает какой-либо один из перечисленных газов.
Возникновение пор и их развитие — сложный процесс зарождения газовой фазы в жидкой среде. В сплошной жидкости образование зародыша газовой фазы, способного к дальнейшему развитию, то есть больше критических размеров, — процесс маловероятный. Чаще всего эти зародыши возникают на границе раздела с малым радиусом кривизны — включения или же зародыши попадают в металл сварочной ванны извне и начинают расти, поглощая выделяющийся при химической реакции газ.

## Влияние в промышленности

### Отрицательное
Поры относятся к внутренним, объёмным дефектам.
Незапланированные поры могут изменить характеристики материала в худшую сторону: например, сделать его менее прочным или подверженным коррозии. Но, в частности, в сварном деле объёмные дефекты не оказывают значительного влияния на работоспособность соединения. Поэтому в сварных швах допускают содержание объёмных дефектов, до определённых размеров и количеств.

### Положительное
Исследования пористых материалов крайне важно во многих областях науки и техники. Например, характеристики пористости используемых веществ и материалов влияют на эффективность биотехнологий.
Инновационные биотехнологичные товары и продукты все больше и больше используются в здравоохранении, медицине, фармацевтике. Например, препараты для роста тканей, системы доставки лекарственного вещества к участку действия, имплантаты, повязки на рану, артериальные протезы, фильтры для отделения бактерий из жидкостей организма, субстраты органных культур. Эффективность всех материалов зависит от их пористых характеристик, поскольку пористая структура управляет потоком и кинетикой биохимических процессов. Например, имплантаты должны иметь строго определенный размер пор для кровеносных сосудов во время роста тканей. Поры, c меньшим или большим размером, чем критический, препятствуют росту кровеносных сосудов. Пористые характеристики, важные для биотехнологических приложений: диаметр поры, наименьший сквозной диаметр пор, распределение пор по размерам, объем пор, площадь поверхности, гидрофобность и гидрофильность пор, газовая и жидкостная проницаемость, скорость передачи водяного пара (водопаропроницаемость), диффузионный поток. Химическая среда, температура, влажность, давление/сжатие/нагрузка могут значительно воздействовать на структуру пор. Поэтому важно знать как пористая структура вещества может меняться при внешнем воздействии.

## Применение

### Примеры использования
- Автомобильная промышленность
- Аккумуляторная промышленность
- Биотехнологии и здравоохранение
- Керамика
- Химическая промышленность
- Химическая лабораторная практика
- Фильтры и мембраны
- Пищевая промышленность
- Углеводородная промышленность
- Геотекстильная промышленность
- Производство средств личной гигиены
- Производство ваты
- Бумажная промышленность
- Фармакологическая промышленность
- Металлургическая промышленность
- Текстильная промышленность

### Примеры материалов
- Различные пенополимеры (пенополистирол, пенопласт, пеноизол и др.).
- Пенобетон
- Пеногасители